# Радовић
Радовић се може односити на : 
- Александра Радовић (рођен 1974),  српска композиторка
- Андрија Радовић (1872—1947), црногорски, српски и југословенски политичар
- Блажо Радовић (1811—1892), српски сердар и сенатор из Црне Горе
- Борислав Радовић (1935—2018), југословенски и српски песник, есејиста и преводилац
- Бранко Радовић (1933—1993), југословенски кошаркаш и тренер
- Василије Радовић (1938—2019), југословенски фудбалски голман и тренер, репрезентативац Југославије
- Велибор Радовић (рођен 1972), бивши црногорско-израелски кошаркаш, а садашњи кошаркашки тренер
- Весна Радовић (рођен 1954), бивша српска рукометашица
- Владимир Влада Радовић (1901—1986), српски сликар, педагог и културни радник
- Гојко Радовић (1911—1971), учесник Народноослободилачке борбе, народни херој Југославије и друштвено-политички
- Даринка Радовић (1896—1943)), земљорадница, сарадница Народноослободилачког покрета и народни херој Југославије
- Даринка Грујић Радовић (1878—1958), српска добротворка и хуманитарка
- Душан Радовић (глумац) (рођен 1961), српски је филмски и позоришни глумац
- Душко Радовић (1922—1984)), српски песник, писац, новинар, афористичар и ТВ уредник
- Зоран Радовић (рођен 1961), бивши српски кошаркаш
- Зоран Радовић (физичар) (рођен 1946), српски физичар и академик
- Иван Радовић (1894—1973), српски сликар, ликовни критичар, дописни члан САНУ
- Јован Радовић (1891—1918), четнички војвода
- Маргита Радовић (1895—1959), професор и директор Гимназије и управник Архивског средишта у Чачку
- Милош Радовић (рођен 1955), српски је сценариста и режисер
- Мирјана Радовић Марковић (рођен 1956), српски економиста
- Десанка Дугалић (1897—1972), српска глумица
- Душан Дугалић (1910—1942), учесник Народноослободилачке борбе и народни херој Југославије
- Љиљана Дугалић (1959), српска песникиња, приповедач, есејист и документариста
- Мијат Радовић (1825—1901), сердар српске војске приликом побуне у Босни и Херцеговини
- Милан Радовић (рођен 1952), југословенски и српски фудбалер
- Милица Милисављевић Дугалић, интерпретаторка традиционалне музике Србије
- Миодраг Радовић (рођен 1957), југословенски и српски фудбалер
- Миодраг Радовић (професор) (1945–2018), компаратиста, професор књижевности, преводилац са француског, немачког и енглеског језика
- Мирослав Радовић (рођен 1984), српски фудбалер
- Милош Радовић (рођен 1955), српски је сценариста и режисер
- Михаило Радовић (1759—1822)), учесник Првог и Другог српског устанка
- Немања Радовић (рођен 1991), црногорски кошаркаш
- Никола Радовић (1933—1991), фудбалски репрезентативац ФНРЈ
- Новица Радовић (1890—1945)), политичари Краљевине Југославије
- Петар Радовић (1832—1906), свештеник Српске православне цркве
- Петар Радовић (револуционар) (1907—1944), комунистички револуционар и учесник Народноослободилачке борбе
- Раде Радовић (1961—1998), учесник ратова у Хрватској и Босни и Херцеговини и командант војне јединице Билећки добровољци из источне Херцеговине
- Радован Радовић (политичар) (рођен 1951), српски политичар
- Радован Радовић (кошаркаш) (1936—2022)), југословенски и српски кошаркаш
- Рајко Радовић (рођен 1923), југословенски  вајар
- Ранко Радовић (1935—2005), српски архитекта, сликар, и теоретичар архитектуре
- Ранко Р. Радовић (1952—2023), српски песник
- Ратка Радовић (рођен 1945), бивша српска и југословенска рукометашица
- Саво Радовић (рођен 1957), српски је глумац и ТВ водитељ
- Синиша Радовић (рођен 1966), српски цртач стрипова, илустратор и уредник
- Славиша Радовић (рођен 1993), босанскохерцеговачки фудбалер